# 三銃士の息子
『三銃士の息子』（さんじゅうしのむすこ、仏: Les Fils des Trois Masquetaires ）は、アンリ・カミによる冒険小説。

## 概要
1919年、ピエール・ルイ・アドリアン・シャルル・アンリ・カミにより執筆され、L'Edition Francaise Illustréeより刊行された。挿絵もカミ自身が描いている。
アレキサンドル・デュマ作『ダルタニャン物語』のアトス、ポルトス、ダルタニャンの実の息子が活躍するオマージュ的な歴史冒険小説である。ダルタニャンの従者プランシェの店の設定やヴォー・ル・ヴィコントの城館、フォンテーヌブローなど細かい部分まで『ブラジュロンヌ子爵』の設定を踏まえており、文章や章のタイトルなど随所が『ダルタニャン物語』のパスティーシュになっている。
チャールズ・チャップリンは「カミは世界でいちばん偉大なユーモア作家だ」と評した。

## あらすじ
『三銃士の息子』とは、アトス、ポルトス、ダルタニャンの3人の血を引く息子の名前である。容貌は3人の父親に生き写し。アトスからは高貴な精神と気高さを、ポルトスからは鋼の肉体と剛力を、ダルタニャンからは才気と機知とガスコーニュ魂を受け継いでいる。
1658年、アトス、ポルトス、ダルタニャンは、ガスコーニュ地方ベアルンの宮殿で若く美しい財産家の未亡人と3人同時に恋に落ちた。一年後、未亡人からの手紙で息子が生まれた事を知らされたアトスとポルトスとダルタニャンは、息子に『三銃士の息子』と名付けた。20才になったらパリへ送り出してくれるよう未亡人に手紙で頼む。しかし成人した息子を見ることなく、デュマの『ブラジュロンヌ子爵』通りの経緯をたどり、アトス、ポルトス、ダルタニャンは相次いでこの世を去った。
やがて時は流れて、1680年。『三銃士の息子』は21才になり、3人の父親に会うため、そして銃士になるためガスコーニュを出てパリへのぼる。冒険心にあふれ勇敢で天下無敵、正義感が強く型破りな息子だ。
パリの街で、三銃士の息子は、美しく清楚な令嬢が誘拐されかけている場に出くわし、悪漢一味と戦って令嬢を救う。令嬢は、ロンバール街で食糧品店『金の杵亭』を営むかつてのダルタニャンの従者プランシェの養女だった。名はブランシュ=ミニョンヌ。ブランシュ=ミニョンヌは、18年前に実の父を何者かに暗殺され、赤ん坊ブランシュを抱いて逃げた母は『金の杵亭』で力尽きて亡くなるという悲しい過去を背負っていた。
清純で可憐なブランシュに一目で恋をした三銃士の息子は、彼女を守ることを誓い、再びブランシュを付け狙い連れ去った好色な大貴族マカブルー公爵の一味と戦って、彼女を救い出す。そして、ブランシュの両親の事件の真相を知る闘牛士キュウリモミータに会うべくスペインへ旅立った。
道中で、マカブルー公爵配下の悪党団による襲撃を何度も受けるが、大胆な三銃士の息子は才気と剣と奇想天外な方法で難局を切り抜け、無事マドリードへたどり着く。そして闘牛士キュウリモミータの告白から、ブランシュの両親の仇がマカブルー公爵であることを突き止める。さらに鉄の仮面をかぶせられバスティーユ牢獄に投獄されているブランシュの兄がいることを知る。かつてマカブルー公爵が、ヴォー・ル・ヴィコントの大園遊会で嫁入り前のブランシュの母親を力づくで辱めて産ませた息子である。
三銃士の息子は、フランスへ帰国すると、バスティーユ牢獄に囚われているブランシュの兄、鉄仮面を救い出した。
同じ頃、マカブルー公爵は王弟アンジュー公の供でスペインへ向かっていた。三銃士の息子と令嬢ブランシュとその兄は、マカブルー公爵の跡を追い、再びスペインへ向かう。
マドリード。スペイン国王とアンジュー公が列席し観衆が埋め尽くした円形闘牛場へ乗り込んだ三銃士の息子は、マカブルー公爵の卑劣で悪逆非道なこれまでの数々の行いを、大観衆の前で暴露した。マカブルー公爵は10万の観衆から非難を轟々と浴びせられ、王弟アンジュー公からは、闘牛で生死を賭けるか打ち首になるかの選択を迫られる。その時、ブランシュの兄が「闘牛場に雄牛を一頭放ち、牛が父か私かどちらに裁きを下すか、神に委ねたい」と申し出た。神の裁きでマカブルー公爵は死に、瀕死の公爵に刺されてブランシュの兄もまた亡くなる。
数ヶ月後、フランスへ帰国した三銃士の息子とブランシュは皆から祝福されて結婚式を挙げる。三銃士の息子の活躍を聞いたルイ14世は、三銃士の息子を銃士に任命した。
三銃士の息子は、伝説の銃士だった父親たちの跡を継ぎ念願の銃士になれたことを、心から喜ぶのだった。

## 登場人物
三銃士の息子
アトス、ポルトス、ダルタニャンが、ガスコーニュ地方ベアルンの宮殿で若く美しい財産家の未亡人と恋に落ちて産まれた息子。『三銃士の息子』と父親たちが名付けた。3人の父親の血を受け継いで天下無敵。アトス、ポルトス、ダルタニャンに生き写しで、父親たちから気高さ、剛力、機知が遺伝している。20才までガスコーニュで育ち、21才で父親たちに会うため、そして銃士になるためパリへのぼる。正義感が強く大胆不敵な若者で、奇想天外な数々の冒険を繰り広げる。
三銃士
故人。アトス、ポルトス、ダルタニャンの3人の銃士。デュマの『ダルタニャン物語』のストーリー通りの人生を歩み、物語開始時点ではすでに亡くなっている。三銃士の息子の異母兄に当たるラウル・ド・ブラジュロンヌも故人。三銃士の息子からは「父上たち」と呼ばれている。
ミロム
三銃士の息子の従者。名前の意味は『千人前』。朗々とした美声の持ち主で背が低く底上げブーツを履いている。大言壮語で自信家。一日中喋り続けている。
プランシェ
ロンバール街で食料品店『金の杵亭』を営むかつてのダルタニャンの従者。18年前、行き倒れた婦人から赤ん坊ブランシュを託され、我が子のように愛情深く育ててきた。亡き三銃士を尊敬し、三銃士の息子への父親たちからの遺言を預かっている。
ブランシュ=ミニョンヌ
清楚で愛らしく美しい令嬢。18才。プランシェに実の子のように育てられる。清純な美女ばかりを狙うマカブルー公爵の一味に誘拐されそうになったところを三銃士の息子に助けられた。実の父を暗殺し母を死に追いやった親の仇を探すため、三銃士の息子と共に冒険の旅に出る。
ジャンヌ
『金の杵亭』の女中。快活で働き者、でっぷり太っている。ブランシュ=ミニョンヌをプランシェと共に育てる。アトス、ポルトス、ダルタニャンが3人同時に財産家の未亡人と恋に落ち、3人の遺伝子を受け継ぐ三銃士の息子がこの世に居ると聞いた時は「ああ、イエスさま、あたしにはさっぱりわかりません！」と十字を切る。
アブドン、バチスタン
『金の杵亭』の店員たち。アブドンは口下手。バチスタンはお喋り。
トリスタン・ド・マカブルー公爵
ルイ14世の寵臣。権力者。好色で、悪党団に命じて密かに清純な美女ばかりを誘拐している。
情け無用の側用人
マカブルー公爵の側近
バロッコ
悪党団の首領。公爵の命令でブランシュ=ミニョンヌを誘拐しようとする。
キュウリモミータ
マドリードの人道闘牛士。かつてフーケが催したヴォー・ル・ヴィコントの大園遊会へスペインから招待されるが、庭園でマカブルー公爵がブランシュの母親を洞窟へ連れ込む悪逆非道な行為を目撃してしまう。さらに一年後、公爵から牛頭の赤ん坊を押し付けられ、ピレネーで羊飼いをしている夫婦に赤ん坊を託す。
ブランシュの兄
トリスタン・ド・マカブルー公爵が、ヴォー・ル・ヴィコントの大園遊会で嫁入り前のブランシュの母親を力づくで辱めて産ませた息子。牛の頭を持ちミノタウロスのような外見をしている。産まれてすぐにマカブルー公爵の配下に誘拐され、ピレネーの羊飼い夫婦に預けられて育てられるが、成長後にマカブルー公爵に拉致され、バスティーユ牢獄に鉄仮面をかぶせられ投獄される。心優しい青年。

## 日本語訳
『三銃士の息子』、著者:カミ、訳者:高野優、発行所: 株式会社 早川書房、2014年4月15日発行、ISBN 978-4-15-001882-5 C0297